# Claudia Koonz
Claudia Koonz, née en 1940, est une historienne américaine, dont le travail s'est concentré sur les femmes pendant l'Allemagne nazie.

## Biographie
Claudia Koonz écrit une thèse en 1969 sur l'homme politique allemand Walther Rathenau. En 1970, elle obtient un Ph.D. à l'université Rutgers. Elle enseigne ensuite au Collège de la Sainte-Croix à Worcester (Massachusetts), ainsi qu'à l'université Duke.
Koonz est davantage connue pour son travail concernant les femmes à l'époque du Troisième Reich, entre 1933 et 1945. Elle étudie notamment le rôle qu'elles ont joué dans l'émergence du nazisme, notamment celles qui ont soutenu le mouvement à ses débuts. Elle arrive à la conclusion que ces femmes nazies ont accepté la division sexuelle de la société allemande et l'éviction des femmes des domaines politique et salarial, mais qu'elles demandaient en contrepartie la création d'une « sphère » uniquement féminine, où elles auraient pu avoir de manière indépendante un droit de regard sur des domaines typiquement féminins (santé, maternité, éducation notamment).
On l'a souvent opposée à l'historienne Gisela Bock dans l'Historikerinnenstreit (« dispute des historiennes »).

## Ouvrages
- Coécrit avec Renate Bridenthal, Beyond Kinder, Küche, Kirche : Weimar Women in Politics and Work in Liberating Women's History : Theoretical and Critical Essays, édité par Berenice Carroll, 1976.
- Conflicting Allegiances : Political Ideology and Women Legislators in Weimar Germany, pages 663-683 in Signs : Journal of Women in Culture and Society, tome 1, 1976.
- Coédité avec Renate Bidenthal, Becoming Visible : Women in European History, 1977, réédition en 1987.
- Les mères-patrie du IIIe Reich, Lieu Commun/Histoire, 1989 (Mothers in the Fatherland : Women, the Family, and Nazi Politics, 1986).
- Ethical Dilemmas and Nazi Eugenics : Single-Issue Dissent in Religious Contexts, pages S8-S31 in Journal of Modern History, tome 64, 1992.
- The Nazi Conscience, Cambridge, The Belknap Press of Harvard University Press, 2003.